# Lucas Lykkegaard
Lucas Lykkegaard (* 5. April 2002 in Farum) ist ein dänischer Fußballspieler.

## Karriere

### Verein
Lucas Lykkegaard wuchs in Farum, einem Ort im Umland von Kopenhagen, auf und spielte beim ortsansässigen Farum BK, bevor er zum FC Nordsjælland wechselte. Am 13. Dezember 2020 gab er im Alter von 18 Jahren bei der 0:1-Heimniederlage gegen den FC Kopenhagen sein Profidebüt in der Superligaen. Sowohl in dieser Saison als auch in der Spielzeit darauf kam Lykkegaard insgesamt zu lediglich drei Pflichtspieleinsätzen für die Profimannschaft, woraufhin er im Sommer 2022 an den Zweitligisten Hillerød Fodbold verliehen wurde. Er spielte aber für diesen Verein in lediglich drei Partien und im Wintertransferfenster der Saison 2022/23 wurde schließlich der Leihvertrag wieder aufgelöst.

### Nationalmannschaft
Lucas Lykkegaard absolvierte am 17. Oktober 2017 bei der 2:3-Niederlage im Testspiel in Ringkøbing gegen die Schweiz sein erstes Spiel für die U16 Dänemarks. Er kam bis zu seinem altersbedingten Ausscheiden zu sechs Einsätzen. Am 8. Oktober 2020 lief er beim 3:1-Sieg im Testspiel in Kołobrzeg gegen Polen zum ersten und einzigem Mal für die U19 von Dänemark auf.